# Spintepel

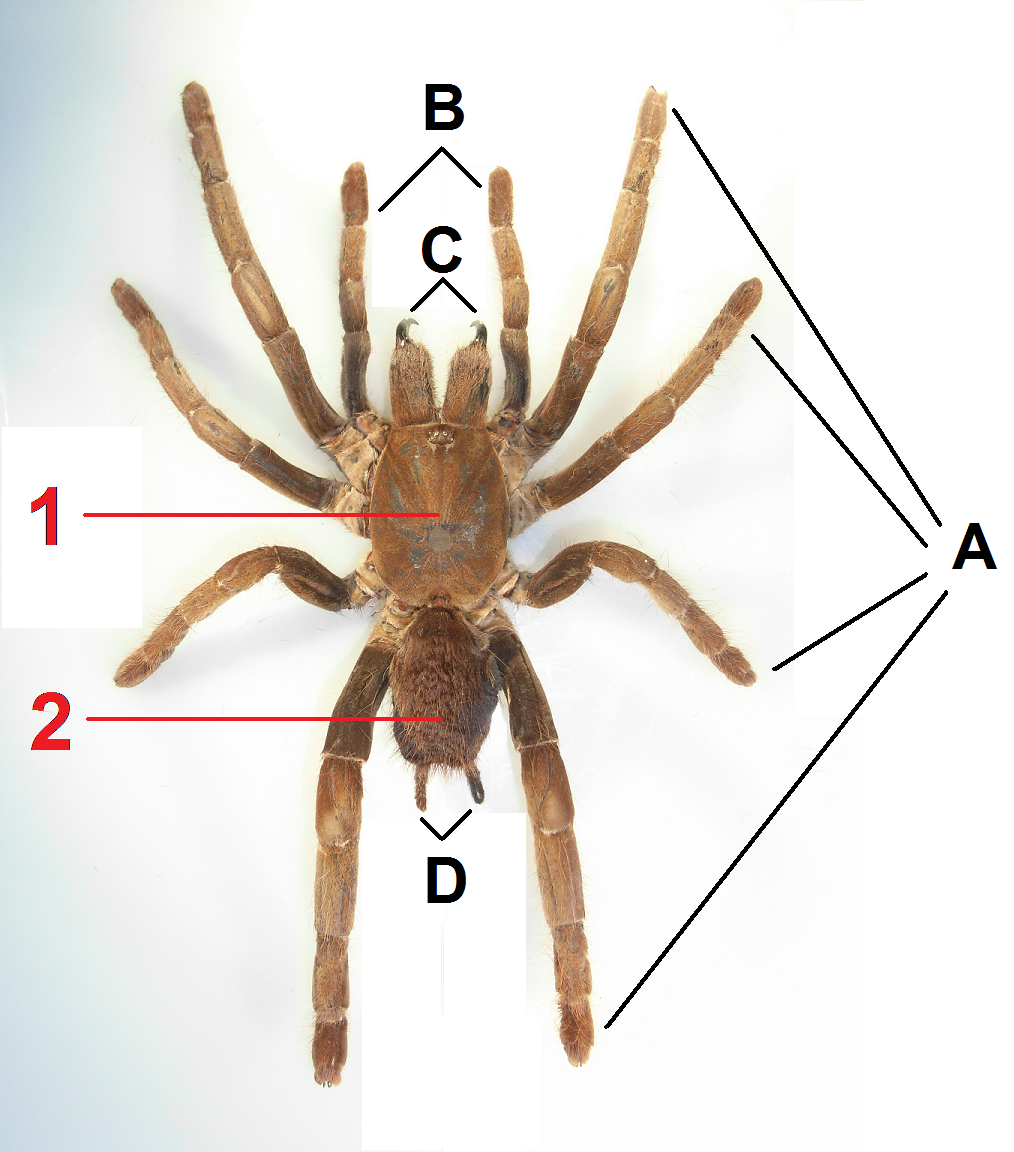
Spintepels van de vogelspin Hysterocrates hercules bij D

Een spintepel is een extremiteit aan het achterlijf van een spin of larve van een insect waaruit spinsel wordt getrokken voor het maken van een web, een eicocon of een nestbekleding. Enkele volwassen insecten hebben ook spintepels, zoals de webspinners.
Het spinsel wordt niet gemaakt door de spintepel, maar door spinklieren in het achterlijf die verbonden zijn met spindoppen. De klieren Ampulleceae voor de loopdraden zijn verbonden met een of twee spindoppen, terwijl Coronatae voor kleefdraad, Aggregata voor kleefstof en Tubiliformes voor cocondraden meerdere spindoppen hebben en Aciniformes om prooien in te pakken en Pyriformes om aanhechtingsdraden te maken vele spindoppen hebben.
De spintepels komen voor in paren, waarbij vroege spinnen twee paar op het tiende segment hadden en twee paar op het elfde segment. Dit is nog het geval bij Liphistius van de basale Mesothelae. Bij de overige spinnen zijn de voorste centrale tepels verdwenen of gereduceerd tot kegels (colulus) of zeefplaat (cribellum) waaruit duizenden kleine spindoppen uitkomen. De meeste spinnen hebben zes spintepels, maar vier zoals bij vogelspinnen en twee komen ook voor. Spinnen met een cribellum zoals de zwarte weduwe hebben ook een kam of calamistrum op de metatarsus van de vierde poot die de draden wollig maakt.
De tepels zijn aangepaste extremiteiten die uit een tot drie segmenten bestaan. De lengte is variabel en kan zo lang zijn als het achterlijf, zoals bij Mygalomorphae.